# Wilhelmina Frijlinck
Wilhelmina Paulina Frijlinck (Amersfoort, 29 juni 1880 – aldaar, 29 oktober 1965) was, na cum laude gepromoveerd te zijn tot doctor, privaatdocent in de Engelse letterkunde en Geschiedenis van het Engelse drama aan de Universiteit van Amsterdam.

## Studie en werk
Frijlinck behaalde in 1901 het diploma Engels MO A. Zij schreef zich op 1 oktober 1906 in bij de Rijksuniversiteit Groningen. In 1909 behaalde zij het diploma Engels MO B. Zij promoveerde cum laude op 9 oktober 1922 op de editie van The Tragedy of Sir John van Olden Barnavelt. Anonymous Elisabethan play. Haar promotor was professor A.E.H. Swaen.
Van 1923 tot 1940 was Frijlinck privaatdocent in de Engelse letterkunde aan de Universiteit van Amsterdam. Op 31 januari 1924 gaf zij haar openbare les, getiteld "Collaboration in the Elizabethan drama". Zij had als leeropdracht "de geschiedenis van het Engelse drama".
Frijlinck was bestuurslid van de VVAO. Zij kreeg in 1927 een Crosby Hall Fellowship van de International Federation of University Women (IFUW). In 1930 ontving zij een International Fellowship van de American Association of University Women, voor een jaar wetenschappelijke studie in het buitenland. Zij ontving deze onderscheiding na de uitgave van het 16e-eeuwse drama "King Richard II" naar het manuscript in het British Museum, dat in 1929 voor de Malone Society te Londen verscheen.
Frijlinck trad geregeld op als deskundige bij de eindexamens van middelbare scholen.

## Publicaties
- W. P. Frijlinck, The Tragedy of Sir John van Olden Barnavelt : anonymous Elisabethan play (1922; zie archive.org.)
- W. P. Frijlinck, The first part of the reign of King Richard the Second, or Thomas of Woodstock (1929)